# Mousnad (Ahmad ibn Hanbal)
Le Mousnad de l'imam Ahmad ibn Hanbal, couramment appelé Mousnad Ahmad, est l’œuvre majeure de celui-ci. Abd-Allah ibn Ahmad recueillit et classa l'ouvrage de son père, y faisant des additions, avant que son propre élève Abou-Bakr el-Kati'i transmette cette recension, à laquelle il fit encore d'autres additions.
Le Mousnad est un recueil de traditions musulmanes, les hadiths. Contrairement aux Sahîh, comme ceux des imams Boukhari et Muslim, le Mousnad ne classe pas les hadith par sujet mais par garant dans la chaîne de transmission. Les premiers chapitres sont ceux des principaux compagnons de Mahomet (Abou Bakr As-Siddiq, Omar ibn al-Khattab, Othman ibn Affan, Ali ibn Abi Talib, , etc.), suivent ensuite d'autres Ansars, mecquois et médinois et enfin les personnes de Koufa, Bassorah et de Syrie.